# David Shannon Morse
David Shannon Morse (Lexington, Massachusetts, 1943. április 15. – San José, Kalifornia, 2007. november 2.) az Amiga Corporation társalapítója.

## Élete
Dave apja Arthur Arnold Shannon, anyja Barbara Shannon voltak. Két lánytestvére van: Nancy Bean és Susie Rediske. A Tufts Egyetemen diplomázott, majd a Tuck School of Business magán üzleti iskolában. 12 évet Minnesotában töltött, mielőtt a Szilícium-völgybe költözött 1982-ben. Lorraine nevű feleségével 42 évig voltak boldog házasok. Két fiuk van: Mark és Chris, akiktől három unokájuk született.

## Pályafutása
1982-ben otthagyta a Tonka Toys nevű céget, ahol marketingért felelős alelnök volt. Ugyanebben az évben társalapítója lett a Hi-Toro, Inc. cégnek, melynek vezérigazgatója (CEO) is volt és amely hamarosan Amiga, Inc.-re változtatta a nevét. A cégben Lorraine munkanéven folytatott projekt elnevezését David felesége inspirálta, melynek végeredménye lett az Amiga 1000 számítógép. Az 1980-as évek második felében az Epyx videójáték-fejlesztő és kiadó cégnél volt szoftver-menedzser, ahol Jay Minerrel együtt közreműködött az Atari Lynx grafikus chipjének megtervezésében.

## Halála
Dave Morse 2007. november 2-án hunyt el családja körében. Kollégája, pályatársa, Carl Sassenrath meleg szavakkal méltatta vezetői és tárgyalástechnikai képességeit saját weboldalán.